# Club dels Jacobins
El Club dels Jacobins fou el més radical, gran i poderós club polític a França durant la Revolució. El seu origen es troba en el Club Bretó format a Versalles com a grup dels diputats bretons dels Estats Generals de França. En el moment màxim de la seva influència, n'hi havia entre cinc mil i vuit mil afiliats a tot França, amb un total d'uns cinc-cents mil membres. Després de la reacció Termidoriana, el club fou clausurat.
Inicialment de tendència moderada, després de la mort de Mirabeau, el club es va fer notori com a promotor del Règim del Terror, després d'haver aprovat tàcitament les massacres del 2 de setembre del 1792. Arran d'això, els termes jacobí o jacobinisme s'usen de manera pejorativa per desqualificar polítiques radicals d'esquerra revolucionària i, més concretament des de l'òptica dels nacionalismes emergents, per desqualificar les polítiques centralistes i uniformitzadores d'alguns Estats.

## Faccions
D'aquest club van sorgir diferents faccions polítiques. Els montagnards que anteriorment es trobaven al Club dels Cordeliers, van començar a freqüentar el Club dels Jacobins, tenien en comú l'esperit republicà. Un altre grup que es va gestar aquí van ser els brissotins, que tenien com a líder a Jacques Pierre Brissot, però es van distanciar dels altres per discrepàncies en les maneres d'actuar i van acabar formant un partit a banda, reunits llavors a casa de Madame Roland. Des d'aquest moment al Club dels Jacobins només van quedar els radicals montagnards, per això sovint jacobins i montagnards es fan servir com a sinònims.

## Fundació
Format poc després de la reunió dels Estats Generals de França al Palau de Versalles, en un principi, els seus membres eren únicament diputats de Bretanya, però aviat s'hi afiliaren diputats d'arreu de França. Entre els seus primers membres, hi destaquen Mirabeau, que hi exercí el lideratge, el diputat parisenc Sieyès, el diputat del Delfinat Antoine Barnave, Jérôme Pétion, Henri Grégoire, Charles Lameth, Alexandre Lameth, Robespierre, el duc d'Aiguillon i La Revellière-Lépeaux. També va comptar entre els seus membres el governador indi Tipu Sultan.
En aquests moments, les seves reunions es feien en secret i només n'han quedat pocs testimonis.

## Trasllat a París
Després de la Marxa de les Dones vers Versalles d'octubre de 1789, el club, format només per diputats, va seguir l'Assemblea Constituent cap a París, on va llogar el refectori del convent dels jacobins a la rue Saint-Honoré, adjacent a la seu de l'Assemblea. El nom jacobins, aquell que a França, o si més no a París, hom donava a l'orde dels dominics perquè el seu primer convent a París havia estat a la rue Saint-Jacques, fou donat al club de manera burlesca pels seus enemics. El nom que el club es va donar després d'aprovada la Constitució de 1791 fou Société des amis de la constitution séants aux Jacobins a Paris, el qual fou canviat el 21 de setembre de 1792, després de la proclamació de la República, per Société des Jacobins, amis de la liberté et de l'égalité. El club va ocupar successivament el refectori, la biblioteca i la capella del convent.

## Ràpid creixement
Un cop a París, el club va experimentar ràpides modificacions, la primera de les quals fou admetre socis que no fossin diputats; així, l'escriptor Arthur Young va entrar-hi el 18 de gener de 1790. El 8 de febrer de 1790, la societat quedà formalment constituïda mitjançant l'adopció dels estatuts redactats per Barnave, promulgats amb la signatura del president, el duc d'Aiguillon. Segons aquests estatuts, els objectius del club eren: 
1. la discussió prèvia de qüestions que haguessin de ser debatudes a l'Assemblea Nacional
2. treballar per l'establiment i l'enfortiment de la constitució d'acord amb l'esperit del seu preàmbul (és a dir, respecte per l'autoritat legalment constituïda i pels drets de l'home)
3. mantenir contactes amb altres societats del mateix tipus que es formessin dins del regne

Els estatuts també preveien que el club havia de tenir un president, elegit cada mes, quatre secretaris, un tresorer i comitès elegits per supervisar les eleccions, la correspondència i l'administració del club. Qualsevol membre que de paraula o d'acció mostrés que els seus principis fossin contraris a la constitució o als drets de l'home havia de ser expulsat; posteriorment, aquesta norma va permetre la purga del club foragitant-ne els membres més moderats. Pel setè article dels estatuts, el club decidia admetre com a associades diferents societats formades en altres llocs de França i mantenir-hi correspondència regularment; aquesta norma va tenir molta importància perquè el 10 d'agost de 1790 ja hi havia cent cinquanta-dos clubs afiliats; els intents contrarevolucionaris van dur a un gran creixement dels seus membres durant la primavera de 1791, i cap a finals d'aquell any, els jacobins disposaven d'una estructura ramificada a tot arreu de França centralitzada a París; fou aquesta xarxa allò que proporcionà al club el seu gran poder.

## Moderació inicial
En un principi, les postures del club no eren pas extremistes; a causa de l'alta quota d'inscripció, només hi podien entrar homes benestants vinculats a professions liberals com ara l'advocat Robespierre, burgesos benestants com ara l'industrial cerveser Santerre, el terratinent rural de Tuel-en-Montgermont, Michel Gerard, el sentit comú del qual era lloat com a exemple de la saviesa popular o, fins i tot, el duc de Chartres i d'altres aristòcrates liberals com ara el duc d'Aigullon, el príncep de Broglie o el vescomte de Noailles.
El club va començar a radicalitzar-se quan els seus membres més conservadors el deixaren el juliol de 1791 per formar el club dels feuillants, que no va tenir l'èxit dels jacobins i que només va durar un any perquè els seus membres foren arrestats i jutjats per traïció.

## El Terror
Després de la instauració de la República, Robespierre va esdevenir a la pràctica la figura central del club dels jacobins. Al tribunal revolucionari, se'l tenia com l'oracle de la saviesa política i era segons els seus criteris que tothom era jutjat. La seva rigorosa virtut republicana esdevingué la ideologia dels jacobins, la qual cosa va dur al Règim del Terror.
L'aclaparador poder dels jacobins tenia, però, una molt feble base material. El totalitarisme del club es comparà al poder de la Inquisició, amb el seu sistema d'espionatge i de denúncies del qual ningú no es podia escapar. El poder dels jacobins es basava sovint en la seva influència sobre els sans-culottes, vinculats a les classes populars de París, que donaven suport als jacobins, fins al punt de manifestar-se als carrers quan calia fer una demostració de força davant la Convenció Nacional. Tal com fou assenyalat per observadors qualificats que, durant el cim del Terror, els jacobins no podien dirigir pas una força superior a tres mil homes a París. Una raó important per a la seva influència i força era que, enmig del caos del París revolucionari, ells eren els únics que tenien organització.
Els Jacobins justificaven la seva actuació durant el Terror afirmant que França es trobava amenaçada tant per la guerra civil a l'interior com per la coalició de les potències absolutistes d'Europa, per la qual cosa, calia la disciplina imposada pel Terror per fer de França una república capaç de resistir aquest doble perill.

## La caiguda
El Club dels Jacobins fou clausurat després de l'execució de Robespierre i d'altres dels seus membres el 9 de termidor de l'any II (27 de juliol de 1794). Va haver-hi un intent de reobrir el club, al qual s'hi uniren molts dels enemics dels termidorians, però fou definitivament clausurat el 21 de brumari de l'any III (11 de novembre de 1794) i els seus membres s'hagueren de dispersar pels cafès on havien de patir els atacs de la nova aristocràcia termidoriana. Malgrat tot, els jacobins van sobreviure soterradament fins a emergir de nou en el club del Panteó, fundat el 25 de novembre de 1795, el qual, però, fou suprimit el febrer següent. (vegeu Babeuf).
El darrer intent dels jacobins per reorganitzar-se fou la fundació de la Réunion d'amis de l'égalité et de la liberté, el juliol de 1799, que tenia el seu lloc de trobada a la Salle du Manège, al Jardí de les Teuleries a proximitat del palau del mateix nom, i per això se la denominava el Club du Manège. Era dirigit per Barras i comptava entre els seus socis amb uns dos-cents cinquanta membres de les dues cambres legislatives, incloent-hi notoris ex-jacobins. Va publicar el diari titulat el Journal des Libres, proclamà l'apoteosi de Robespierre i de Babeuf, i atacà el Directori titllant-lo de ser una reialesa pentàrquica. Tanmateix, l'opinió pública era majoritàriament moderada o monàrquica, i el club fou violentament atacat als carrers i a la premsa, i també va aixecar sospites entre les autoritats. Per tot això, va haver de canviar el local de les Teuleries per l'església dels jacobins (Temple de la Pau) a la rue du Bac, i per l'agost fou clausurat després de poc més d'un mes d'existència. Els seus membres es venjaren del Directori donant suport a Napoleó, cosa que aquest va aprofitar.

## La ideologia jacobina
El jacobinisme és una ideologia desenvolupada i implementada durant la revolució francesa de 1789. En paraules de F. Furet, a Penser la révolution française (citat per Hoel a Introduction au jacobinisme ...) “El jacobinisme és tant una ideologia com un poder: un sistema de representacions i un sistema d'acció.” Aquesta ideologia presenta, segons Hoel, a L'idéologie jacobine les següents 6 característiques:
1. Omnipotència de l'Estat; 2. Despotisme de París; 3. Colonialisme; 4. Genocidi cultural; 5. Rebuig del Contracte social (Rousseau) i del federalisme; 6. Hipocresia, mentida, doble discurs.

## Influència

### Política
El Club dels Jacobins va encoratjar els sentiments de patriotisme i llibertat entre les classes populars. Al final, els Jacobins aconseguiren el control del Comitè de Salvació Pública i, per mitjà seu, de la Convenció Nacional. Els jacobins foren vistos com la força política menys egoista, més patriòtica i més propera al poble menut parisenc. Això va conferir-los una autoritat carismàtica, efectiva en la generació de pressions polítiques, satisfent sempre les ànsies de llibertat i de progrés social dels sans-culottes.
El Club dels Jacobins van desenvolupar un sentiment de republicanisme francès i de puresa revolucionària; així, abandonà el seu originari laissez faire econòmic en favor de l'intervencionisme. Un cop al poder, van completar l'abolició del feudalisme, decretada el 4 d'agost de 1789, però destorbada per la qüestió de les compensacions que calia abonar per l'abolició dels privilegis feudals.

Robespierre, vist com l'encarnació del moviment jacobí, que clavava encara més endins el punyal de la llibertat en el despotisme de la Monarquia, basava la seva política en la idea del contracte social de Rousseau, que defensava els drets de l'home però entesos com a drets col·lectius, no pas com a drets de cada individu. Robespierre expressà aquest punt de vista durant el procés contra Lluís XVI: 
 És amb recança que pronuncio la fatal veritat: Lluís ha de morir abans que un centenar de milers de virtuosos ciutadans; Lluís ha de morir perquè el país pugui viure. 

Durant el Terror, el Comitè de Salvació Pública va instaurar les requises, el racionament i la lleva forçosa per consolidar el nou exèrcit ciutadà. Va instaurar el Terror com a mitjà per destruir els percebuts com a enemics interiors: 
Si la virtut és la font del govern popular en temps de pau, la font d'aquest govern durant una revolució és la virtut combinada amb el terror: virtut sense la qual el terror és destructiu, terror sense el qual la virtut és impotent. El Terror no és més que justícia, ràpida, severa i inflexible; és, doncs, una emanació de la virtut; no és pas un principi diferent sinó més aviat una conseqüència del principi general de la democràcia, aplicat als més peremptoris desitjos del país. (...) En una revolució, el govern és el despotisme de la llibertat contra la tirania. 

### Cultural
La influència cultural del moviment jacobí durant la Revolució Francesa va girar al voltant de la creació del Ciutadà. Tal com va expressar-ho Rousseau en el seu llibre "El Contracte Social" (1762)
 la Ciutadania és l'expressió d'una sublime reciprocitat entre l'individu i la Voluntat General
 Aquesta visió de la ciutadania i de la voluntat general podia dur a subscriure la Declaració de Drets de l'Home i del Ciutadà i les idees liberals de la Constitució Francesa de 1793 per immediatament després suspendre aquesta constitució i tota la legalitat ordinària i establir uns tribunals revolucionaris que no garantien pas la presumpció d'innocència.
Els jacobins es veien com a constitucionalistes, defensors dels Drets de l'Home, i, principalment, al principi de la Declaració de "defensa dels drets naturals de llibertat, propietat, seguretat i resistència a l'opressió" (Article II de la Declaració). La constitució assegurava la protecció de la llibertat personal i del progrés social dins de la societat francesa. La influència cultural dels jacobins va reforçar aquestes idees i van crear el medi necessari per a la revolució. La Constitució era admirada per molts jacobins com el fonament de la naixent república i de l'ascens de la ciutadania.
Enemics tant del catolicisme com de l'ateisme i defensors del terror organitzat deliberadament pel govern com a substitut del govern de la llei i del més arbitrari terror de les masses, els jacobins, es comprometeren en l'abolició de l'Antic Règim i en la defensa de la Revolució de la derrota militar. Tanmateix, per aconseguir-ho, van dur la Revolució a la seva fase més sanguinària, amb el més profund menyspreu en el tractament de les persones; per això, amb els seus mètodes desacreditaren la Revolució als ulls de molts dels qui li havien donat suport. Malgrat que alguns jacobins col·laboraren en la caiguda de Robespierre, la reacció termidoriana va dur a terme una sistemàtica repressió contra els jacobins.

### Jacobinisme
Modernament els termes jacobí o jacobinisme s'usen de manera pejorativa per desqualificar polítiques radicals de concepció centralitzadora de la República Francesa, que fa de París el lloc essencial de l'exercici del poder. Un concepte estès als moviments d'esquerra revolucionària per desqualificar les polítiques centralistes i uniformitzadores d'alguns Estats, des de l'òptica dels nacionalismes emergents.
En el segle xix i XX, es comença a fer servir el concepte jacobinisme com a sinònim de dictadura revolucionària o dictadura de la llibertat.
A França, el jacobinisme ha dut a polítiques aplicades fins a l'actualitat d'erradicar les llengües nacionals no estatals, dites sovint despectivament patois (bretó, basc, català, occità, alsacià, francoprovençal, cors i Flamenc), per considerar-les un element reaccionari, ja que al progrés i a la modernitat només s'hi podia arribar mitjançant l'ús del francès.